# Alicia Alfonso
Alicia Alfonso   (Uruguai, 1963) és una actriu uruguaiana.
Està relacionada amb el teatre El Galpón de Montevideo i ha estat coneguda pels seus papers en produccions com Tóxico, Horror en Coronel Suárez, Éxtasis, i El país de las cercanías II.
El 2010 va rebre el premi Florencio a la millor actriu secundària, i el 2015 el premi Fraternitat, atorgat per la filial uruguaiana de B'nai B'rith.